# Anže Šetina
Anže Šetina (* 9. Mai 1986 in Kranj) ist ein slowenischer Skeletonfahrer.
Anže Šetina fährt seit 2006 Skeleton und gehört seit 2007 auch zum slowenischen Nationalteam. Der Athlet aus Kranj debütierte international im November 2007 bei einem Skeleton-Europacup-Rennen in Igls, bei dem er 29. wurde. Zwei Monate später kam er in St. Moritz als Neunter erstmals unter die besten Zehn. Beste Platzierung der Saison wurde ein sechster Rang in Winterberg. Die Junioren-Weltmeisterschaften 2008 in Igls beendete Šetina als 13. bei der Skeleton-Weltmeisterschaft 2008 erreichte der Slowene in Altenberg Rang 28. Auch in der Saison 2008/09 startete Šetina wieder im Europacup und erreichte unterschiedliche Resultate. In Igls konnte er als Viertplatzierter fast erstmals das Podium erreichen. Auch bei der Junioren-WM 2009 in Königssee fuhr er als Fünftplatzierter nicht weit an einer Medaille vorbei. Im Januar 2009 kam der Slowene in Cesana Pariol erstmals im Skeleton-Intercontinentalcup zum Einsatz und wurde 20. Im November 2009 kam er in Winterberg als Sechster erstmals unter die besten Zehn in der zweithöchsten Rennserie. Im Dezember des Jahres folgte das Weltcup-Debüt in Winterberg, bei dem Šetina 15. wurde. Es ist zugleich seine bislang beste Weltcup-Platzierung, die er seitdem zwei weitere Male wiederholen konnte. im Januar 2010 startete er bei der Skeleton-Europameisterschaft 2010 in Igls und wurde dort Elfter. Bisheriger Höhepunkt der Karriere wurden die Olympischen Spiele 2010 von Vancouver, bei denen der Slowene den 21. Platz belegte. In der nacholympischen Saison startete Šetina durchweg im Weltcup. Die EM 2011 in Winterberg beendete er erneut als Elftplatzierter.